# Čertůf punk
Čertůf punk je česká punková hudební skupina ze Svitav, kde vznikla v roce 1988.

## Historie
Skupina Čertůf se zformovala roku 1988 ve Svitavách. Prvním albem skupiny bylo album Bordel v bordelu, následovalo Stejnej bordel, potom No future a nakonec ještě vyšlo album Fucking world. Skupinu založili Fifi (zpěv), Čabas (basa) a Blondýn (kytara), kterého po roce vystřídal Ludwig. Kapela využívala bubeníky jiných skupin, nakonec se ale jejím členem na pozici bubeníka stal Samba.